# یواس‌اس کنونچت (وای‌تی‌بی-۸۲۳)
یواس‌اس کنونچت (وای‌تی‌بی-۸۲۳) (به انگلیسی: USS Canonchet (YTB-823)) یک کشتی است که طول آن ۱۰۸ فوت (۳۳ متر) می‌باشد. این کشتی در سال ۱۹۷۳ ساخته شد.